# 수역

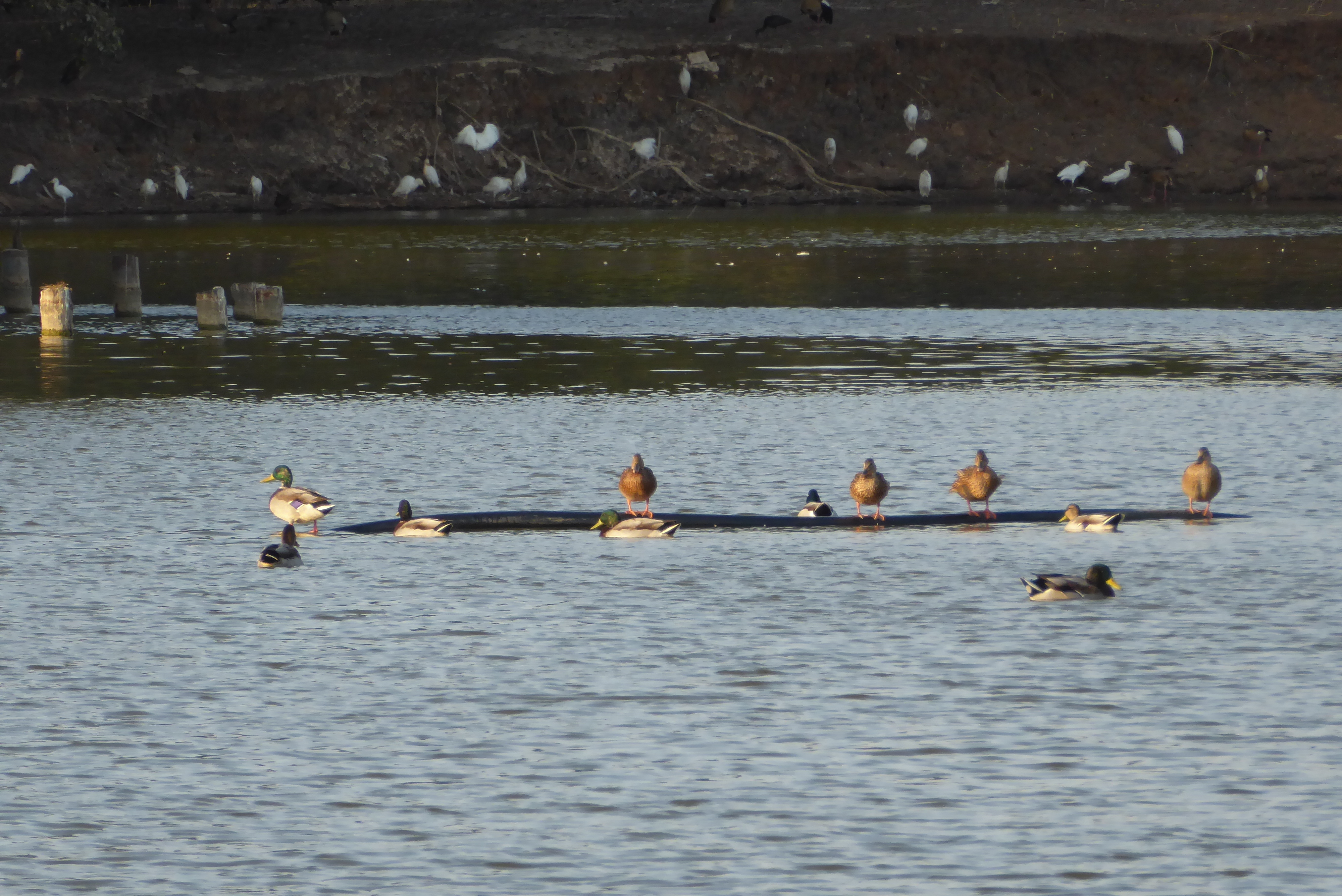
수역

수역(水域, 영어: body of water 또는 waterbody))은 수면의 일정한 부분을 말한다. 문화어로는 물이 고여 있는 낮은 지역을 의미한다. 대표적으로 배타적 경제 수역이 있다.

## 정의
자연과학 분야와 사회과학 분야에서 의미하는 정의가 각각 다르다.

### 자연과학
자연과학 분야에서 수역이란 지구형 행성 등의 고체 표면을 가진 천체의 지각 (천체 수준에서 말하는 극히 얕은 지하 층을 포함하는 표층) 등에 존재하는 물이나 얼음으로 덮인 지역의 물이다.
호수와 빙하처럼 물과 얼음이 한 곳에 머물러 있는 지역뿐만 아니라 하천과 같이 액체 상태의 유체로 순환하는 영역을 포함한다. 한편, 같은 유체일지라도 기체 상태의 물 영역을 ‘바다’로 해석하지는 않는다. 

### 사회과학
일부 사회과학 등을 포함한 사회적인 분야의 수역은 자연과학의 정의에서 부합하는 수역을 대상으로 사회적 구분으로 된 수역, 즉 규칙과 기준으로 구분된 평면적 (표면) 또는 입체적 (심부 포함) 범위를 가리킨다. 구체적인 예는 아래를 참조한다. 

## 유형
여기에서 상술한 정의에 부합하는 수역의 대표적인 일부를 열거한다. 

### 함유성분에 의한 분류
- 해역 (바닷물)
- 기수
- 담수 (또는 민물)

### 지질학적 수역
- 유역

### 바다 수역
- 바다
  -     - 해역
- 해협
- 수도
- 만
- 후미
- 삼각강
- 석호

### 담수계 수역
- 강
  - 개천, 폭포
- 지하수